# شکست‌ناپذیر (فیلم ۱۹۹۴)
شکست‌ناپذیر (به انگلیسی: Undefeatable) یک فیلم رزمی هنگ‌کنگی محصول ۱۹۹۳ به کارگردانی گادفری هال با بازی سینتیا روتراک، جان میلر، دان نیام و دونا جیسون است. این فیلم محصول سینمای هنگ کنگ بود، اما به زبان انگلیسی در ایالات متحده فیلمبرداری شد. نسخه جایگزین این فیلم، با عنوان قاتل خونین مری، برای بازارهای آسیایی منتشر شد.
نسخه‌ای با عنوان قاتل خونین مری (انگلیسی: Bloody Mary Killer) دوباره به چینی دوبله شد و دارای طرح دوم با بازی رابین شو است.

## داستان
این فیلم دربارهٔ کریستی جونز (سینتیا روتراک) است که همراه با گروهش در دعواهای خیابانی مافیایی شرکت می‌کند تا برای تحصیلات دانشگاهی خواهرش پول به دست آورد. خواهر کریستی امیدوار است که پزشک شود و هزینه تحصیل کریستی را بپردازد.

## بازخوردها
این فیلم در اپیزود بهترین از بدترین‌ها در ۲۳ می ۲۰۱۵ همراه با بدهی خون و آرامگاه نمایش داده شد. این فیلم بهترین بین این سه فیلم شناخته شد و به خاطر رقص اکشن و بدل‌کاری‌هایش مورد تحسین قرار گرفت. نقش سینتیا برجسته شد و او با ستارگان اکشن معاصر مانند ژان-کلود ون دام و آرنولد شوارتزنگر مقایسه شد.